# Tetramesa buccata
Tetramesa buccata är en stekelart som först beskrevs av Thomson 1876.  Tetramesa buccata ingår i släktet Tetramesa och familjen kragglanssteklar. Arten är reproducerande i Sverige. Inga underarter finns listade i Catalogue of Life.